# Плоцька діадема

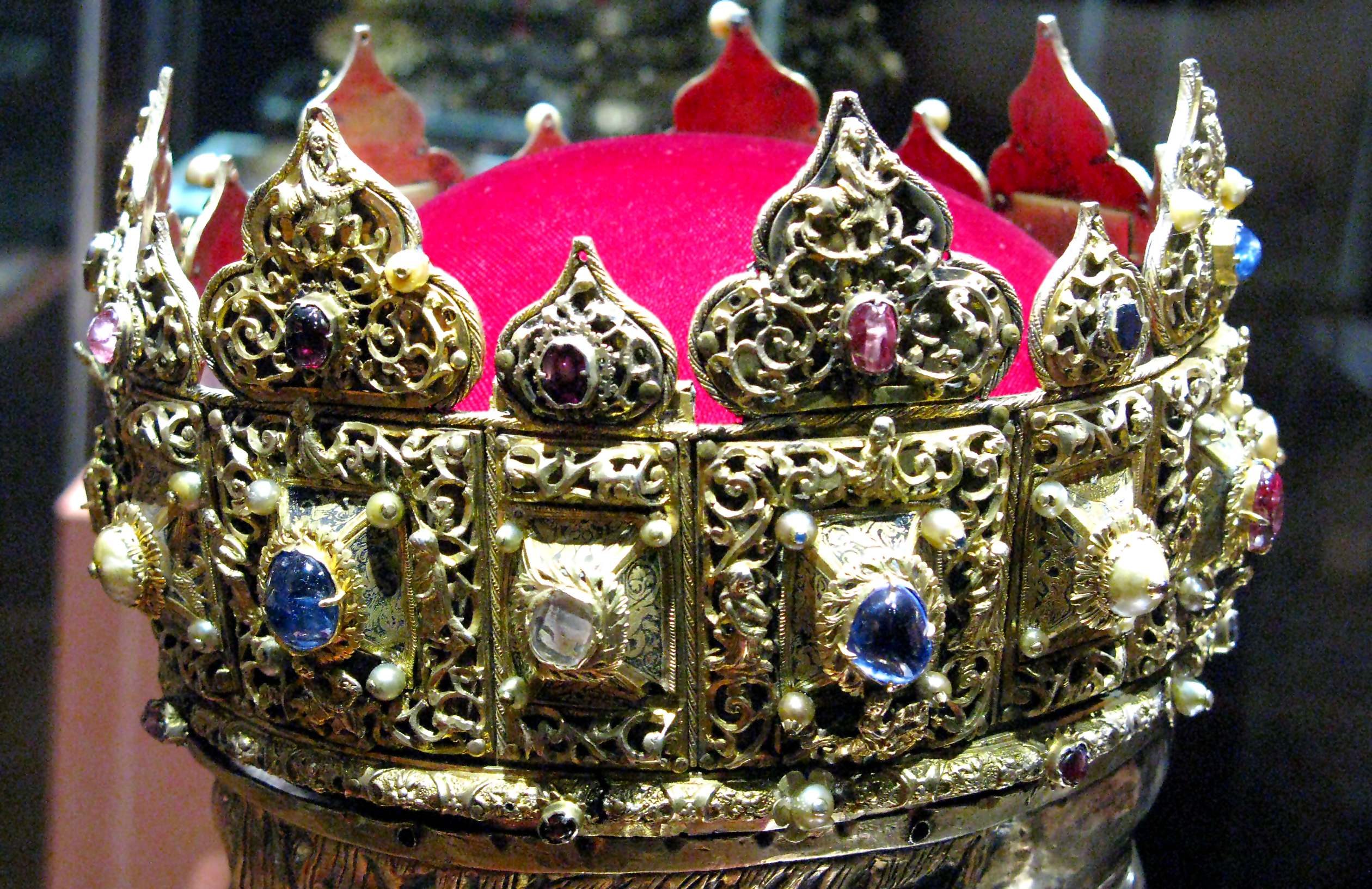
Плоцька діадема, герцогська корона, приписувана Конраду I Мазовецькому

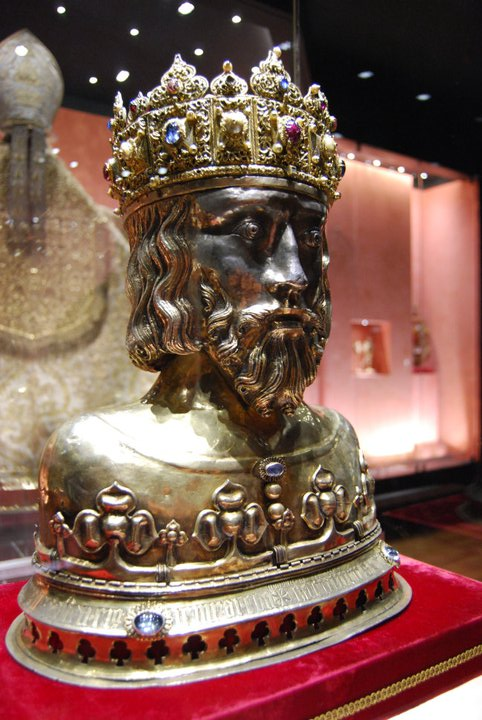
Релікварій святого Сигізмунда

Плоцька діадема (пол. Diadem płocki) була створена на початку 13 століття ймовірно, в Угорщині. Ця філігранна діадема виготовлена з надзвичайно чистого золота й прикрашена сапфірами, рубінами, альмандинами та перлами.

## Історія
До Польщі діадему привезла одна з угорських принцес. Пізніше її успадкувів Конрад I Мазовецький, князю Мазовії, і з того часу вона служила особистою короною князів Мазовії і зберігалася в Плоцькому соборі.
У 1601 році за наказом короля Сигізмунда ІІІ Вази діадема була розміщена золотарем Станіславом Земелкою на релікварії святого Сигізмунда (покровителя короля, також зберігається в Плоцькому соборі). Цей релікварій має форму бюста і був встановлений королем Казимиром III Великим у 14 столітті для зберігання мощів цього святого. Релікварій був виготовлений у Кракові між 1351—1356 рр. і на ньому зображено короля.
Релікварій був пограбований німцями під час Другої світової війни, а потім повернутий.